# Попівка (Уманський район)
Попі́вка (МФА: [popiŭka] ( прослухати)) — село в Україні, в Маньківській селищній громаді Уманського району Черкаської області. Розташоване на правому березі річки Попівка (притока Кищихи) за 13 км на північ від селища Маньківка. Населення становить 406 осіб.

## Історія
Село відоме з середини XVII століття.
У 1751 році тут зведено дерев'яну церкву, у селі вже мешкало в 300 хатах 748 чоловік, які мали 2723 десятини орної землі. 1760 року закладено й освячено на новому місці животівським уніатом — протопом Василем Кремезовичем церква Покрови Божої Матері. Її приєднано до православ'я 1768 року. Того ж року в селі налічувалося 87 дворів і хат, а 1783-го — лише 70 дворів, де проживало 559 чоловік і жінок.

У 1864 році Лаврентій Похилевич писав: 
|  | Поповка, село в 4-х верстах от г. Буков, при ручье, за селом Кривцем начавшемся. Жителей обоего пола 748; земли 2723 десятини. Принадлежит Станиславу Карловичу Иотейке (латинского исповедания). Церковь Покровская, 6-го класса; земли имеет 74 десятины; построена 1751 года. |

У 1900 році в селі був 121 двір; кількість мешканців: чоловіків — 541, жінок — 551.
Відкривається церковно-приходська школа, а на околиці споруджують кузню, діяв водяний млин. 1905 року село належить до Іваньківської волості Уманського повіту Київської губернії, у землекористуванні населення знаходилося 1859 десятин.
У 1929 році, під час примусової колективізації, засновано ТОЗ (товариство обробітку землі), яке з часом перетворено в колгосп, керівником якого селяни обрали Федора Тихоновича Богуша.
176 жителів села стали учасниками Другої світової війни, із них 68 — удостоєні бойових нагород. 1954 року врочисто відкрито пам'ятник на Братській могилі, 1969-го в центрі села споруджено обеліск Слави 94 односельцям, які загинули на війні.
У повоєння в селі містилася центральна садиба колгоспу «Шлях Леніна», за яким було закріплено 1539,9 гектарів сільгоспугідь, у тому числі 1454,2 га орної землі. В господарстві вирощували зернові і технічні культури, було розвинуте м'ясо-молочне тваринництво. На той час в селі діяли восьмирічна школа, клуб, бібліотека, медичний пункт, дитячий садок, поштове відділення, побутовий комбінат, магазин.

## Сучасність
В селі працюють: будинок культури, фельдшерсько-акушерський пункт, магазин, фермерське підприємство.

## Археологічні знахідки
У центрі села виявлено сліди городища 16 століття, поселення черняхівської культури: тут знайдено наконечники списа й стріл.

## Галерея

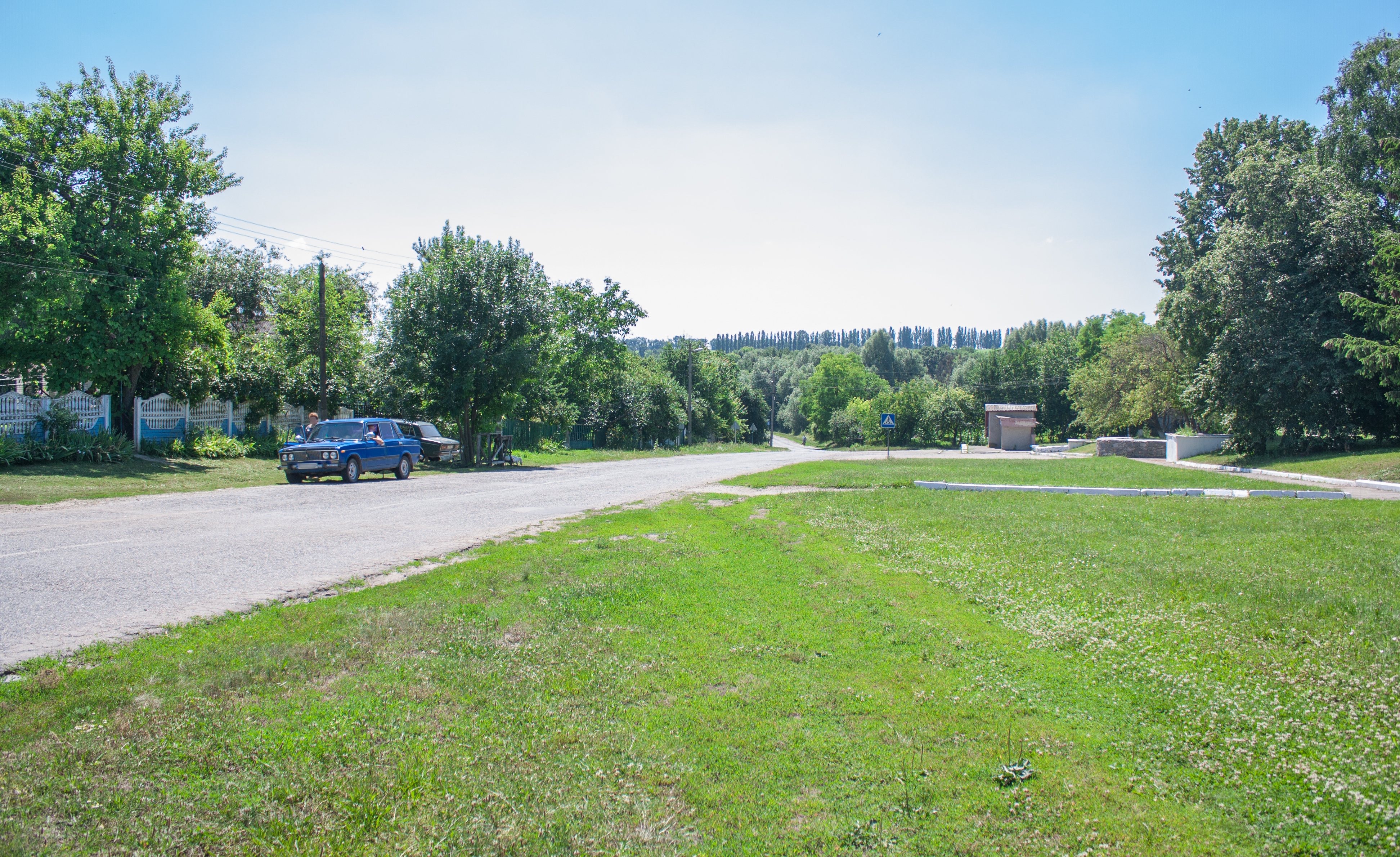
Центр села
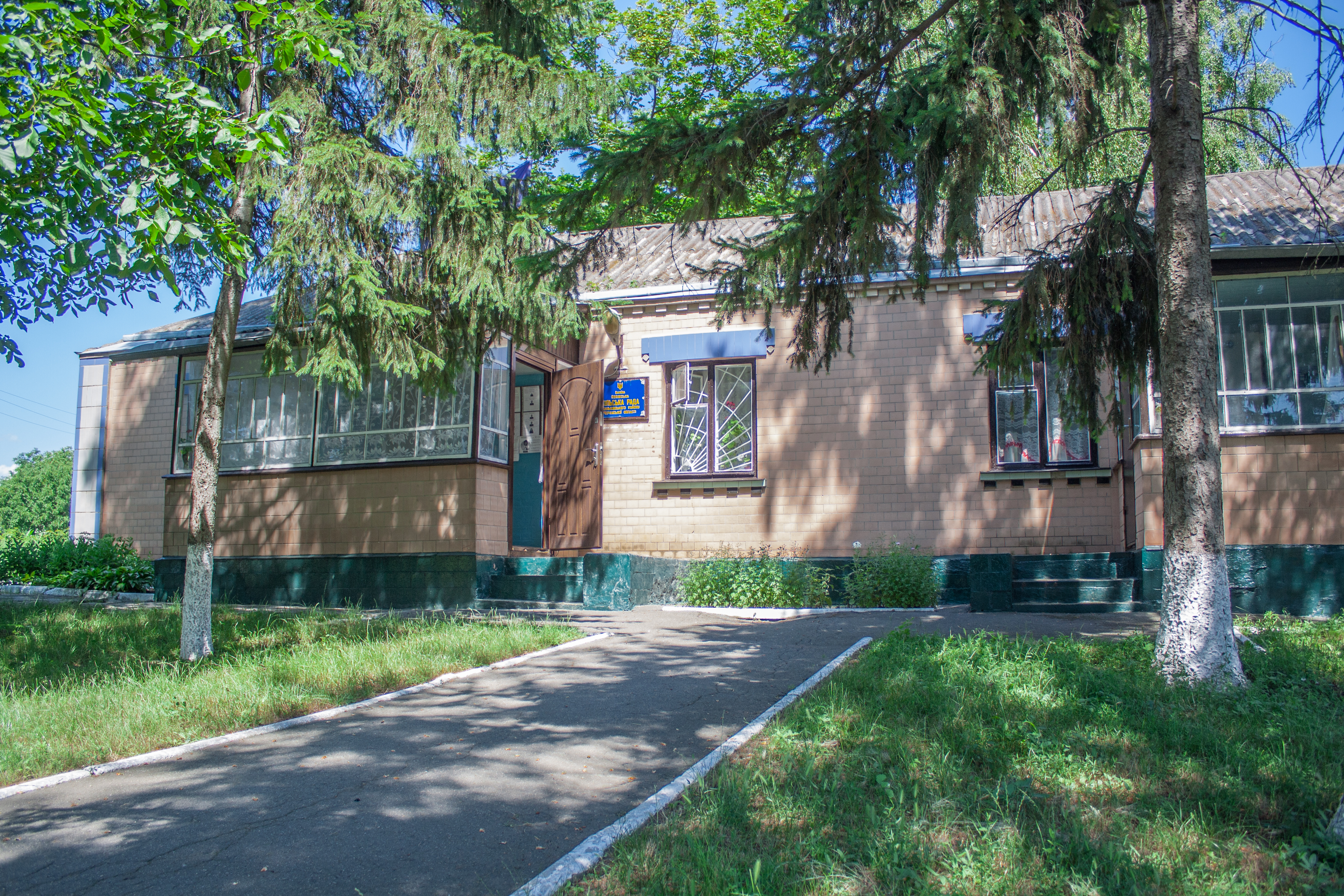
Сільська рада
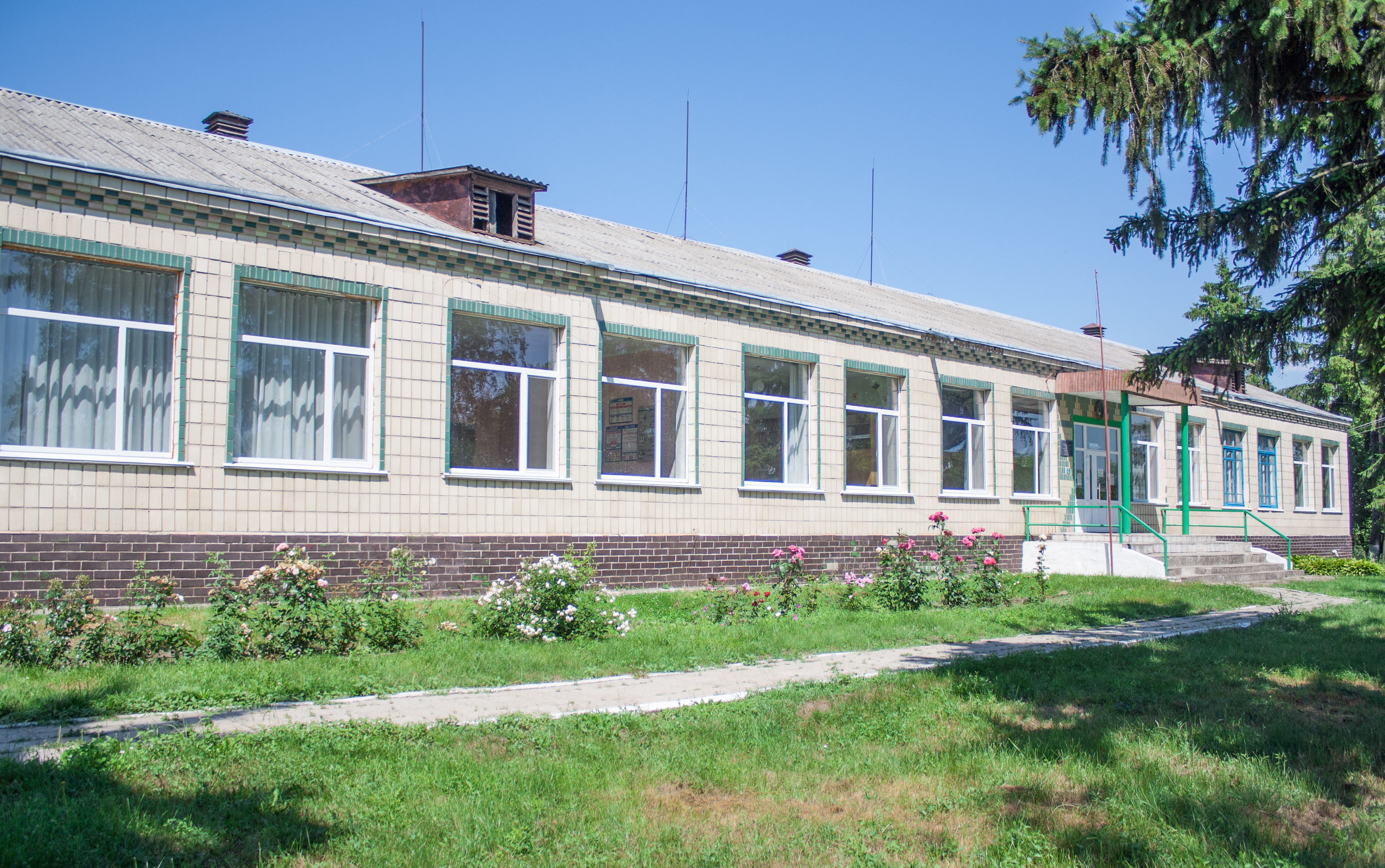
Школа
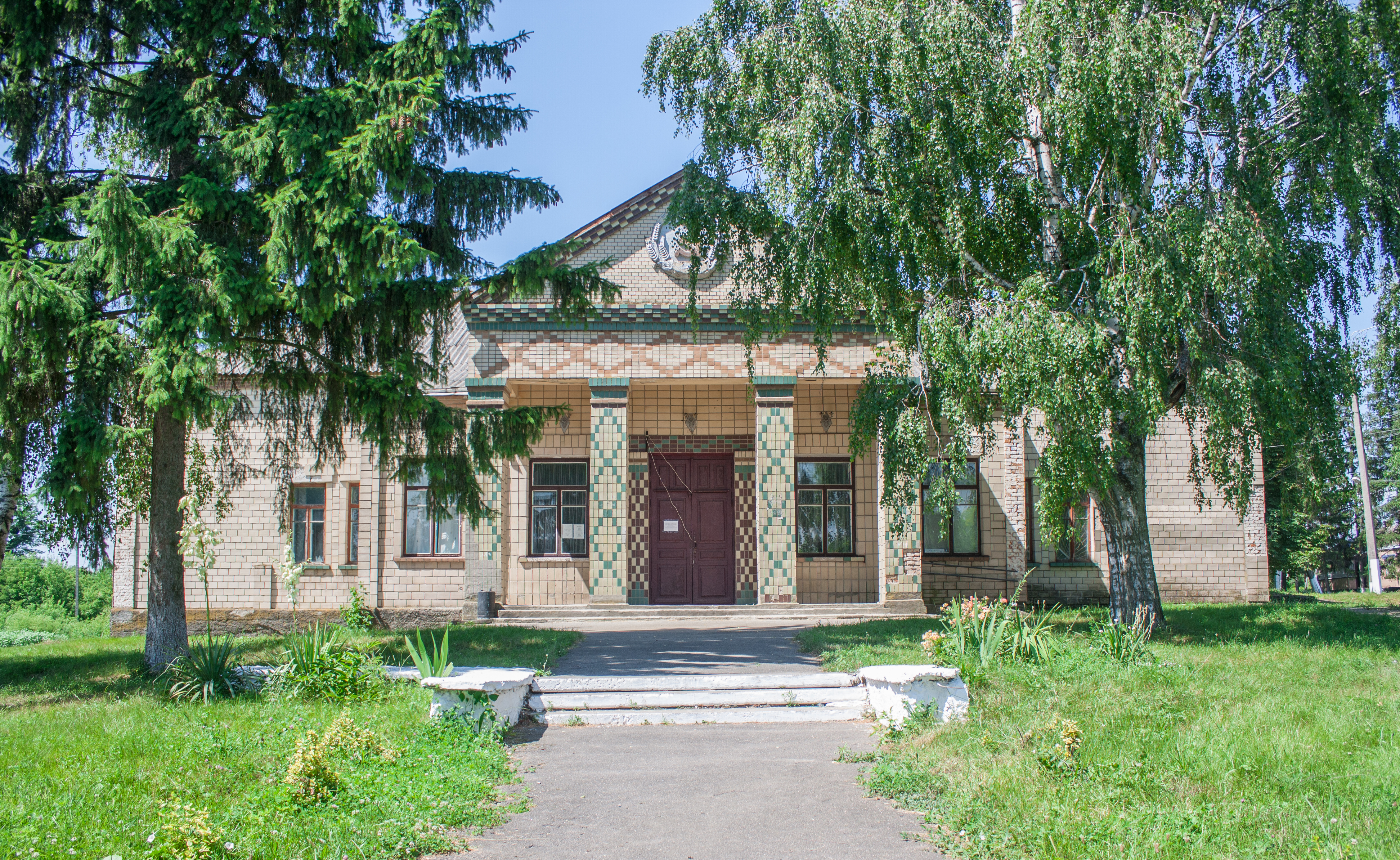
Будинок культури
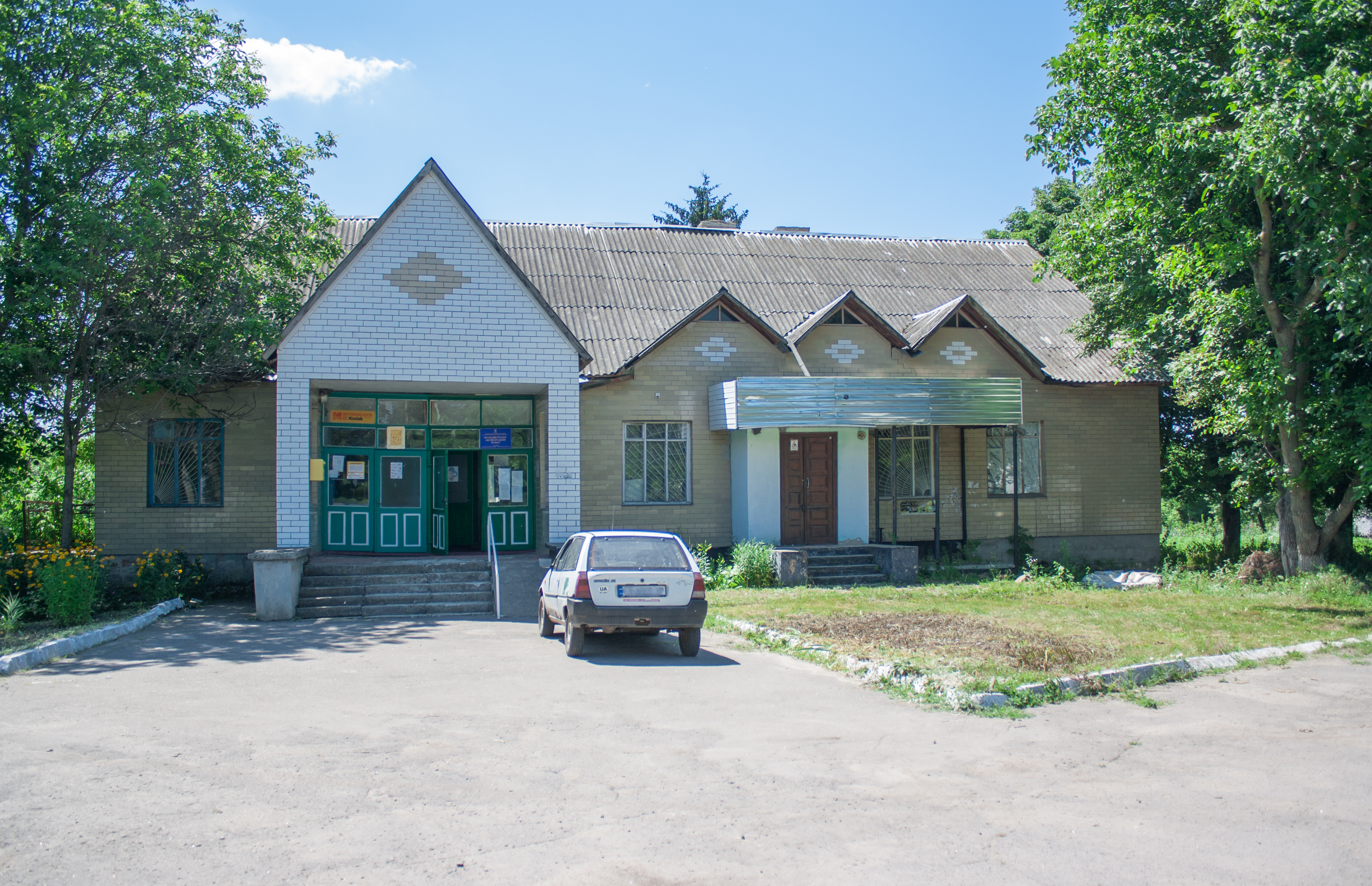
ФАП
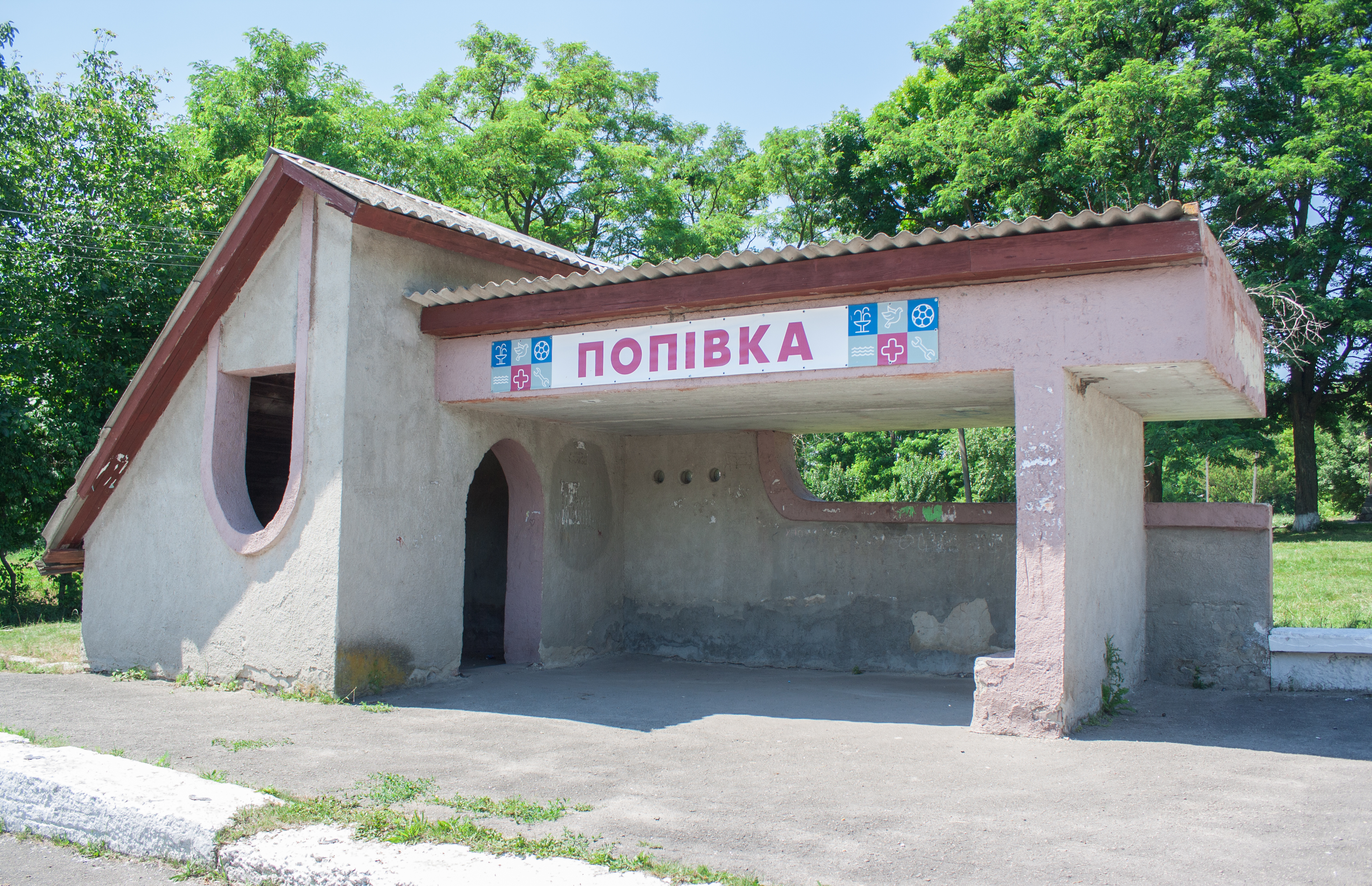
Автобусна зупинка
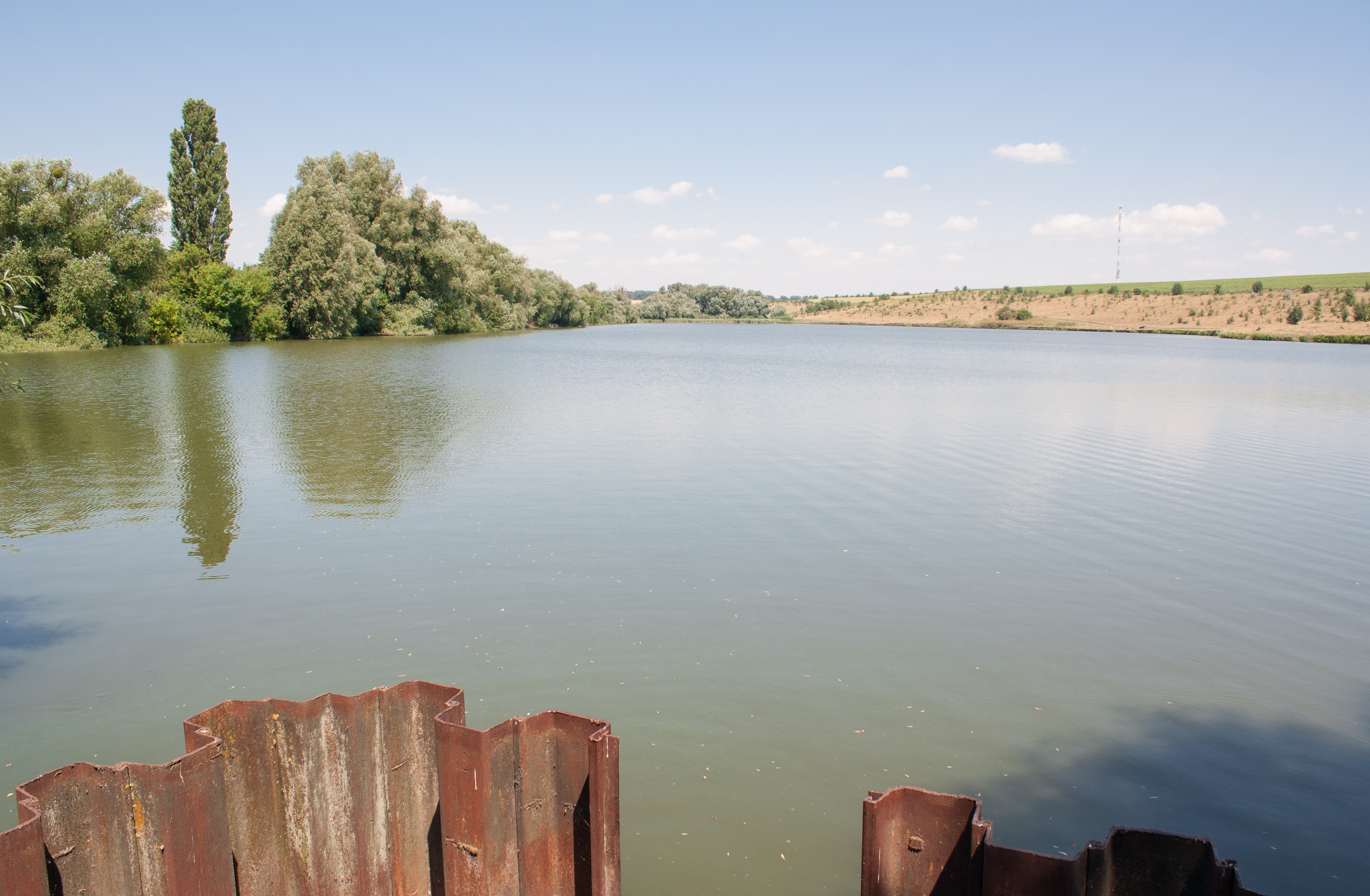
Ставок
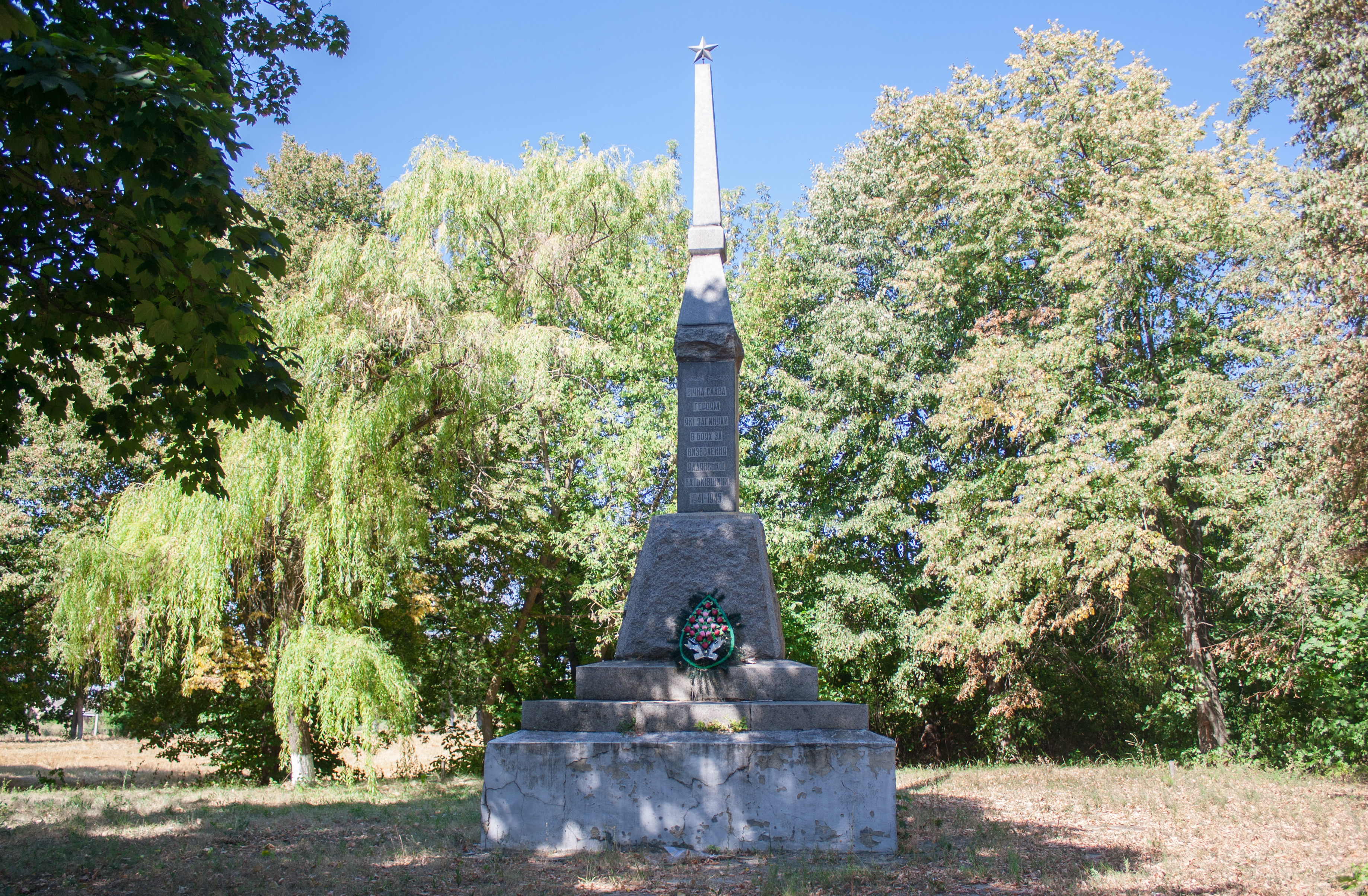
Пам'ятник воїнам-односельцям
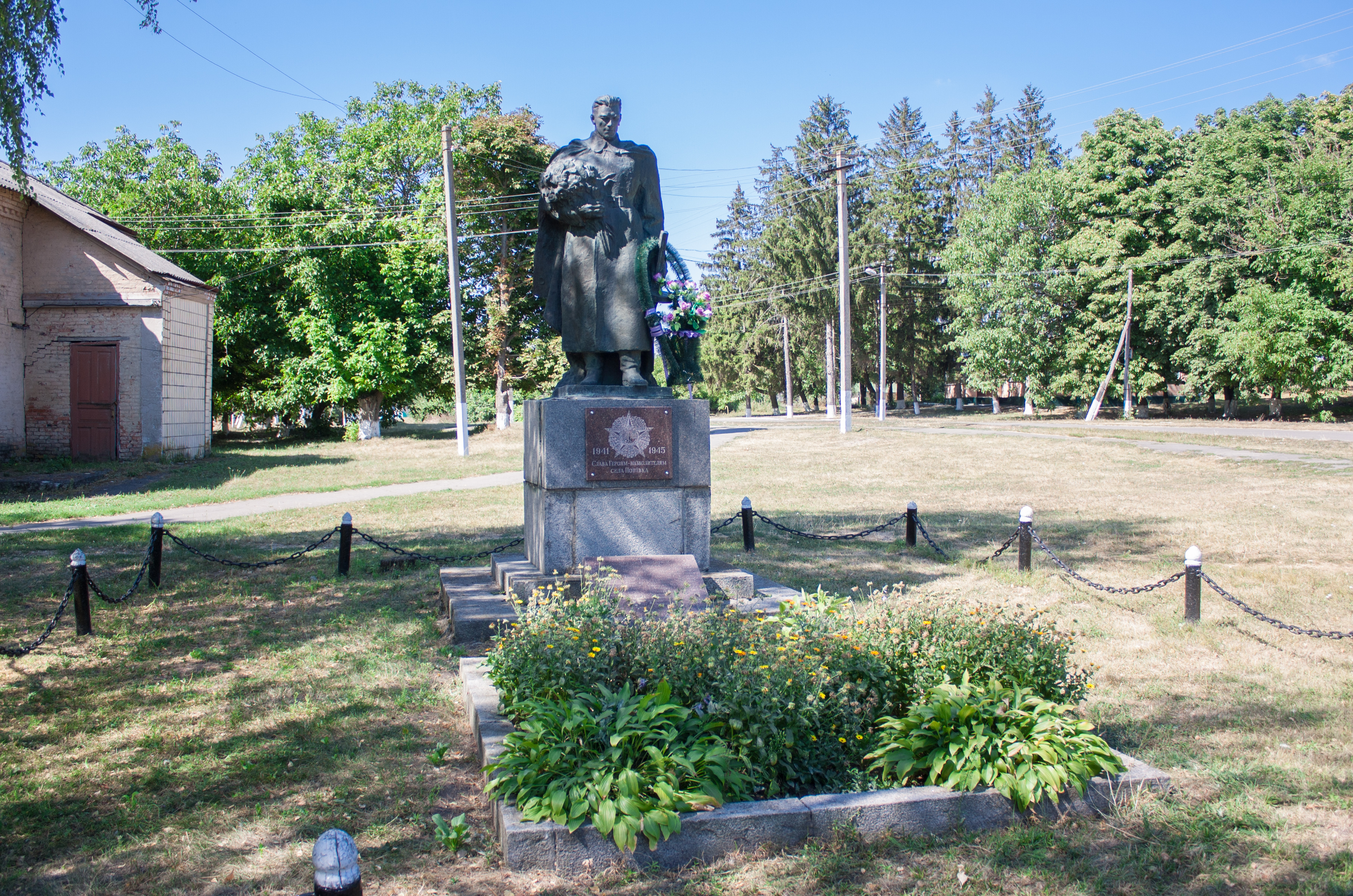
Братська могила радянських воїнів
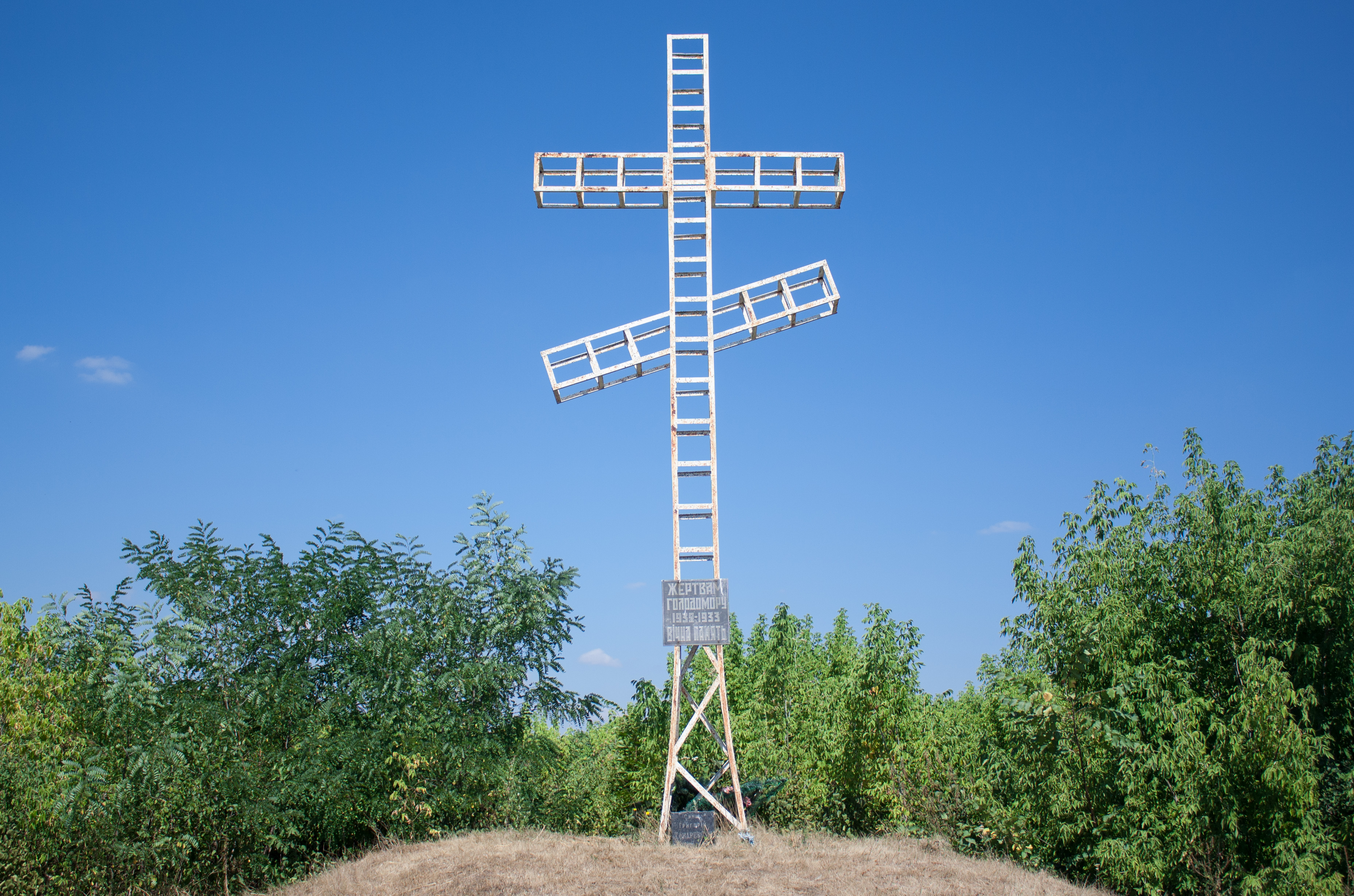
Пам'ятний знак жертвам Голодомору